# The Best of Bob Dylan, Vol. 2
The Best of Bob Dylan, Vol. 2 è un album raccolta di Bob Dylan, pubblicato in Australia, Nuova Zelanda, Canada e Regno Unito il 28 novembre 2000. 
È il secondo volume della raccolta simile The Best of Bob Dylan, Vol. 1, pubblicata tre anni prima. Successivamente il disco è stato distribuito anche in Europa e Giappone; ma non è mai stato pubblicato negli Stati Uniti.
Non viene considerato come facente parte della discografia ufficiale di Dylan.

## Tracce
1. Things Have Changed – 5:10
2. A Hard Rain's A-Gonna Fall – 6:50
3. It Ain't Me Babe – 3:33
4. Subterranean Homesick Blues – 2:19
5. Positively 4th Street – 4:09
6. Highway 61 Revisited – 3:27
7. Rainy Day Women #12 & 35 – 4:35
8. I Want You – 3:06
9. I'll Be Your Baby Tonight – 2:40
10. Quinn the Eskimo (Mighty Quinn) – 2:46
11. Simple Twist of Fate – 4:18
12. Hurricane (Bob Dylan / Jacques Levy) – 8:33
13. Changing of the Guards – 7:04
14. License to Kill – 3:33
15. Silvio (Bob Dylan / Robert Hunter) – 3:07
16. Dignity – 5:37
17. Not Dark Yet – 6:27